# Askijeva grobnica
Askijeva grobnica u mjestu Gao u Maliju je posljednje počivalište Askija Muhameda I., slavnog vladara Songajskog Carstva s kraja 15. stoljeća. 
Askija Muhamed je bio prvi askijadski car koji je značajno proširio Songajsko Carstvo. Kao pobožni musliman, otišao je na hodočašće u Meku, a prema navodima suvemenika njegova karavana se sastojala od "tisuću deva". Vratio se 1495. godine donijevši sav materijal (blato i drvo) nužan za izgradnju grobnice tehnikom banco, vrsta adobea). Grobnica je sagrađena kao kuća s nekoliko soba i hodnikom, a zapečaćena je nakon Muhamedove smrti. Askija Muhamed je jedini sahranjen u grobnici, dok je nekoliko njegovih rođaka sahranjeno u dvorištu.
Askijeva grobnica je upisana na UNESCO-ov popis mjesta svjetske baštine u Africi kao "najbolji primjer monumentalne gradnje od blata, odnosno tradicije karakteristične za zapadnoafrički Sahel". Kompleks uključuje piramidalni grob, dvije džamije (velike blatne građevine ravnog krova na 69 usko raspoređenih kvadratičnih stubova), groblje (prepuno kamenih stela od 15. st. do 1980-ih) i okupljalište (za festival Tabaski koji se odražva svake godine od 15. st.). 
Grobnica je visoka 17 metara, te predstavlja najveći pred-kolonijalni arhitektonski spomenik u regiji. Također predstavlja primjer islamske arhitekture koja se kasnije širila u ovom području. Sagrađena je od blatnih opeka s premazom vapna, a sustav drvenih greda koje strše iz zidova je ostavljen za lakše ponovno prekrivanjem vapnom i popravljenje fasade.
Lokalitet je kroz povijest dograđivan opekama, radi održavanja, 1960-ih i 1970-ih su proširene džamije, a 1999. godine sagrađen betonski zid oko lokaliteta. Ranih 2000-ih uvedena je električna energija radi pokretanja ventilatora, svjetala i razglasa. Askijeva grobnica danas služi kao gradska džamija i kulturni centar, a cijela njezina okolica je zaštićena zakonima i gradskim uredbama.
God. 2012. Askijeva grobnica je upisana na popis ugroženih mjesta svjetske baštine na zahtjev vlade Malija zbog vojnih sukoba pobunjenih Tuarega i građanskih nemira.

## Vanjske poveznice
- UNESCO Evaluation of Askia (engl.) (fr.)
- UNESCO-ov program očuvanja zemljane arhitekture (s popisom zemljanih građevina koja su svjetska baština) (engl.)
- Fotografije na ourplaceworldheritage.com  Arhivirana inačica izvorne stranice od 16. veljače 2013. (Wayback Machine)

|  | Zajednički poslužitelj ima još gradiva o temi Askijeva grobnica |